# Щодрковиці
Щодрковиці (пол. Szczodrkowice) — село в Польщі, у гміні Скала Краківського повіту Малопольського воєводства.
Населення — 651 особа (2011).
У 1975-1998 роках село належало до Краківського воєводства.

## Демографія
Демографічна структура станом на 31 березня 2011 року:
|          | Загалом | Допрацездатний вік | Працездатний вік | Постпрацездатний вік |
| -------- | ------- | ------------------ | ---------------- | -------------------- |
| Чоловіки | 339     | 81                 | 219              | 39                   |
| Жінки    | 312     | 68                 | 172              | 72                   |
| Разом    | 651     | 149                | 391              | 111                  |